# Aprostocetus sensuna
Aprostocetus sensuna är en stekelart som beskrevs av Georg Baur 1994. Aprostocetus sensuna ingår i släktet Aprostocetus och familjen finglanssteklar.
Artens utbredningsområde är Schweiz. Inga underarter finns listade i Catalogue of Life.